# Афанасьев, Пётр Алексеевич (общественный деятель)
Петр Алексеевич Афанасьев-Бөтүрүүсэ (1868—1925) — общественно-политический деятель, зачинатель мелиорации и музейного дела в Якутии.

## Биография
П. А. Афанасьев родился в 1868 году в I Оспехском наслеге. В1882 году окончил Якутскую классическую прогимназию. С 1893 по 1896 годы возглавлял Дюпсюнский улус. В 1896 году стал депутатом от якутского населения для участия на коронации Николая II. Принимал участие в подборе экспонатов для Всероссийской промышленной и художественной выставке в Нижнем Новгороде. С 1899 года был членом первого сельскохозяйственного общества в Якутии. Одним начал организовывать мелиоративные мероприятия в Якутии и инициировал распространение земледелия. Член ЦК «Союза якутов». После подавления союза был осуждён и отправлен в Якутской тюрьму. В 1912 годы был делегирован от Дюпсюнского улуса на первый съезд якутов. В 1914 году создал в м. Дьэгэтэк зоологический музей, где были собраны чучела животных обитающие в Якутии. После его смерти коллекция передана Якутскому государственному объединённому музею истории и культуры народов Севера.

### Семья
До него из Афанасьевсого рода были головами его прадед Павел Федорович Афанасьев в 1828 г., его дед Петр Павлович избирался головой, позже — старостой в I Оспете, родной брат Петра Павловича — Афанасьев Федор Павлович избирался головой Дюпсинского улуса дважды — 1862—1863 гг. и 1864—1865 гг., его отец — Алексей Петрович Афанасьев — занимал эту должность с 1870 по 1872 гг., а его сын — Афанасьев Михаил Петрович с 1914 до 1916 гг.

## Известные работы
- Доклад П. А. Афанасьева «По вопросу о землепользовании якутов», 12 декабря 1900 г;
- Доклад П. А. Афанасьева «Способ распределения земельных участков в Якутских наслегах между родовичами», декабрь 1900 г;
- Доклад П. А. Афанасьева «По вопросу о уравнительном распределении земель между общественниками», декабрь 1900 г;
- Доклад П. А. Афанасьева «По вопросу о землепользовании якутов», 14 декабря 1900 г;
- Доклад П. А. Афанасьева «По вопросу об упорядоченном землепользовании якутов», 19 января 1901 г.
- 1909 с. ыам ыйа. П. А. Афанасьев «Якутская мысль» хаһыат сабыллыан эрэ иннигэр «В. В. Никифоров Дүпсүн улууһунааҕы үлэтэ-хамнаһа»;
- Статья П. А. Афанасьева «Опыт сооружения в Якутском округе на р. Олом оросительной плотины» (1913 год, опубликована в газете «Якутская окраина» № 59)

## Память
В 2018 году проходила конференция «Якутия на рубеже XIX – XX вв.: общество, люди, память», которая была приурочена к 150-летию П. А. Афанасьева.